# Adlène Hicheur
Adlène Hicheur, né le 4 décembre 1976 à Sétif en Algérie, est un physicien des particules, franco-algérien puis seulement algérien, travaillant au CERN. Il est arrêté en 2009 et condamné en 2012 pour « association de malfaiteurs en relation avec une entreprise terroriste ». 
Enseignant au Brésil depuis 2013, il est expulsé de ce pays vers la France le 15 juillet 2016. Initialement de double nationalité franco-algérienne, il renonce à sa nationalité française pour pouvoir quitter la France.
Adlène Hicheur est l'objet d'une campagne de solidarité internationale dans la communauté de la recherche en physique, une partie de ses confrères et consœurs ne croyant pas à sa culpabilité,.

## Biographie
Après un master de physique théorique de l’École normale supérieure de Lyon, il rejoint le Laboratoire d'Annecy-le-Vieux de physique des particules pour préparer une thèse sur l’expérience BaBar située au Centre de l'accélérateur linéaire de Stanford. Cette thèse, soutenue le 11 avril 2003, traite de la production de mésons êta prime de haute énergie dans les désintégrations de mésons B.
Il est ensuite post-doctorant en Angleterre au Laboratoire Rutherford Appleton, où il travaille sur le détecteur ATLAS du Grand collisionneur de hadrons (LHC). Il rejoint ensuite le département de physique des hautes énergies de l'École polytechnique fédérale de Lausanne où il travaille sur l'expérience LHCb du LHC, tout en enseignant aux étudiants de classe de physique, jusqu'à son arrestation en octobre 2009.

## Arrestation
Le 8 octobre 2009, Adlène Hicheur est arrêté au petit matin dans l'appartement de ses parents à Vienne (Isère), où il était de passage. Trois jours plus tard, il est mis en examen pour « association de malfaiteurs en relation avec une entreprise terroriste » et placé en détention provisoire à la prison de Fresnes,,,,,.
Il aurait été en contact via internet avec l’organisation terroriste Al-Qaida au Maghreb islamique. Deux semaines après son arrestation les médias algériens rapprochent son cas de celui de Lotfi Raïssi, soupçonné de terrorisme avant d'être libéré sans être inculpé.
Frédéric Péchenard, directeur général de la Police nationale, déclare en novembre 2009 que Hicheur projetait un attentat contre le 27e bataillon de chasseurs alpins d'Annecy (Haute-Savoie), d'où sont parties des compagnies pour l'Afghanistan. Ces accusations sont réitérées par Bernard Squarcini, patron de la DCRI, qui se félicitait en septembre 2010 que ses services aient déjoué l'attentat prévu par Adlène Hicheur, « cet ingénieur du Cern qui avait proposé ses services via internet à Al-Qaida au Maghreb islamique ».

## Manifestations de soutien
Un comité international de soutien à Adlène Hicheur est créé par ses amis collègues pour demander une enquête équitable. 
Un collectif viennois de soutien à Adlène Hicheur créé par ses amis d'enfance, a lancé un appel, qui a recueilli plus de 6 000 signatures, à un procès équitable pour Adlène Hicheur début mars 2012. Ce collectif a participé avec le comité international, à une conférence de presse aux côtés des inculpés dans l'affaire de Tarnac le 15 mars 2012 au siège de la Ligue des Droits de l'Homme. Les méthodes d'exception de la justice antiterroriste y ont été dénoncées pour les affaires Tarnac et Hicheur.
En 2016, deux congrès de physique ont été aménagés pour permettre à Adlène Hicheur d'y participer malgré son assignation à résidence : le congrès de physique des particules d’Antigua (Guatemala), et la conférence “Bc physics and semileptonic B decays in the LHC era”, qui a été déplacée de Genève à une école de commerce de Vienne,.

## Procédure judiciaire initiale
Le 30 mars 2012, le parquet requiert six ans de prison ferme à son encontre,, sur la base d'échanges de courrier électronique qu'il avait entretenus sous divers pseudonymes avec un responsable présumé d'al Qaida au Maghreb Islamique, dont l'identité n'a jamais été démontrée au procès,. 

## État de santé
À la suite d'une double hernie discale, Adlène Hicheur a été en congé de maladie de février à juillet 2009, avant de reprendre son travail de collaborateur scientifique à l'EPFL à mi-temps.
Ses avocats ont souligné devant la chambre de l'instruction que cette maladie chronique a un retentissement psychologique accentué par la détention. À la suite de son transport à Paris et de sa garde à vue, les conséquences de cette maladie ont nécessité l'hospitalisation d'Adlène Hicheur à l'infirmerie de la maison d'arrêt de Fresnes durant les quatre premiers mois de son incarcération.

## Condamnation, libération, assignation à résidence
Le 4 mai 2012, il est condamné à quatre ans de prison ferme, toutefois, il est libéré onze jours plus tard, le 15 mai 2012, grâce au jeu des remises de peine.
Au printemps 2015, le Tribunal administratif fédéral suisse confirme une décision de l'Office fédéral de la police concernant son interdiction d'entrée sur le territoire suisse. Cette interdiction l'empêche de reprendre ses activités de chercheur au CERN.
Le 15 juillet 2016, Adlène Hicheur est expulsé du Brésil « dans l'intérêt de la nation » et renvoyé en France, où il est assigné à résidence chez ses parents à Vienne. Son recours en référé contre cette assignation est rejeté par le Conseil d’État. Il a demandé à être déchu de la nationalité française, de façon à pouvoir quitter le pays, ce qui a été accepté à condition qu'il soit escorté par la police jusqu’à l’aéroport. Il devrait rejoindre, début 2017, l'Algérie,.